# Медакович, Данило
Данило Медакович (серб. Danilo Medaković, Данило Медаковић; 17 декабря 1819 года ― 5 ноября 1881 года) ― сербский писатель, журналист и книгоиздатель. Старший брат Милорада Медаковича.
Один из ведущих публицистов Сербии своего времени. Владел типографией в Нови-Саде, где он издавал несколько периодических изданий, журналов и три газеты, в которых публиковались как политические, так и литературные материалы.

## Биография

### Ранние годы
Образование получил в гимназии Задара, где под влиянием учителей проникся любовью к классическим авторам. Затем изучал юриспруденцию в Венском университете с 1838 по 1843 год, выйдя из его стен со степенью доктора римского права. Затем он отправился в Берлинский университет Гумбольдта, где изучал историю вместе с Теодором Моммзеном.

### Типография и издательское дело
Будучи крупным книгопечатником середины девятнадцатого века, Данило Медакович имел репутацию проницательного предпринимателя. Ему удалось получить самый прибыльный из всех патентов ― патент на печать Библии и других литургических текстов и рукописей. Он быстро разбогател и обзавёлся связями при дворе, в том числе лично с княжеской семьёй Обреновичей. Первым его издательским проектом стала газета «Напредак», которую он начал печатать с ноября 2848 года благодаря поддержке Ефрема Обреновича. Медакович был его сподвижником князя и благодаря влиянию Ефрема обеспечить себе небольшое место при дворе князя Милоша Обреновича. Медакович разработал план создания сербской типографии по образцу типографий в Риме, Турине и Венеции. Как издатель, он имел деловые связи с сербами на родине и за рубежом, а в 1848 году он поселился в Белграде, где вскоре сошёлся с Йованом Иличем, Богобоем Атанацковичем, Любомиром Ненадовичем, Милицем Стоядиновичем, Иосифом Раячичем, Станойло Петровичем, князь Михаилом Обреновичем, Миливое Блазнавацем, Петром II Петровичем. В то же время он занялся политической и литературной деятельностью, издавая газеты Napredak («Прогресс», 1848–1852), Srpski Dnevnik («Сербский ежедневник», 1852–1858), Sedmica («Еженедельник», 1852–1858) и альманахи Lasta и Godisnjak.
«Напредак» была первой газетой в стране, которая была написана на реформированном сербском языке Вука Караджича. В 1849 году он получил привилегию печатать петербургскую версию Библии в Сербии. В 1849 году он также приобрёл обширный патент на печать Ветхого и Нового Завета на сербском языке с любыми примечаниями и любых переводов. Полный патент выдан Медаковичу как княжескому издателю всех уставов, книг, законопроектов, актов парламента (Сабора), прокламаций, предписаний, Библии и Нового Завета на сербском языке любого перевода, всех служебных книг, которые будут использоваться в церквях, и всех других публикаций, изданные по приказу наследного принца или Сабора (парламента). 

### Сочинения
Первым крупным сочинение Медаковича стал труд под названием Serbske-narodne vitezžke pjesme od Andrija Kačić Miošić (для которого он написал предисловие), которое было издано в 1849 году. Эта работа была опубликована на реформированном сербском языке Вука и была встречена с большим одобрением. Его следующая книга «Poviestnica srbskog naroda od naistarii vremena do 1850» («Сказания сербского народа с древних времен до 1850 года») в четырёх томах, опубликованная в 1851 и 1852 годах вскоре сделала его знаменитым и была немедленно признана некоторыми из лучших критиков того времени. Ободренный тёплым приёмом, он отредактировал и опубликовал в быстрой последовательности десять работ Доситея Обрадович и Джуро Даничича. Эта серия завоевала Медаковичу прочное место в истории сербской литературы, и на протяжении всей его жизни каждое произведение, которое он написал или публиковал, приветствовалось широким кругом поклонников. Его работы ныне хранятся в библиотеке Сербской академии наук и искусств, членом которой он был.

## Ассамблея Святого Андрея
В Белграде в конце 1858 года была созвана Ассамблея Святого Андрея, ставшая крупным событием в общественной жизни страны. С ней началась битва буржуазии и либеральной интеллигенции за конституцию и парламентаризм. В Ассамблеи сформировались два основных политических течения ― либеральное и консервативное, которые боролись между собой за общественное влияние, в том числе через газеты. Князь Милош иногда поддерживал либералов, иногда ― консерваторов, в конечном сёте отдав предпочтение последним. Обе стороны старались представить свои идеи и программу. Основы современной сербской публицистической литературы были заложены в этот короткий период (1859). Самыми известными журналистами тогда были писатель Матия Бан, выступавший на стороне консерваторов, и политик Владимир Йованович, взявший сторону либералов. Данило Медаковичу как издателю приходилось время от времени лавировать между двумя партиями, не отдавая предпочтение ни одной из них.
Бизнес Медаковича продолжал процветать, и с 1859 года он вёл его в основном через своих заместителей, в частности Йована Дордевича, который взял на себя управление газетой «Srpski dnevnik», и Платона Атанацковича, который руководил типографией и издательством. Медаковичу удалось продлить свой эксклюзивный патент и передать его своему сыну Богдану. Отец и сын жили в Белграде до 1862 года, когда Медакович-старший вернулся в Нови-Сад. У Данило Медаковича также был дом в Загребе, в который он удалился в 1878 году и умер там десять лет спустя (1888), хотя в какой-то момент он подумывал уехать из Загреба, весьма обеспокоенный ситуацией в Хорватии, особенно тамошними антисербскими настроениями.
Медакович и его заместители напечатали в Сербии около семидесяти изданий Священного Писания между 1859 и 1888 годами. Вместе со своим братом и другими соратниками Медакович основал три сербские газеты, которые сыграли важную роль в распространении среди сербов известий о ходе революции 1848 года в Австрии.
Революционная волна, охватившая Европу в 1848 году, оказала большое влияние на развитие сербской журналистики, особенно в Воеводине. После падения абсолютизма и правительства Меттерниха,а также прекращения цензуры в австрийской монархии национальный вопрос стал ведущей темой сербской прессы. В газетах преобладали политические передовицы и репортажи корреспондентов. Ведущим представителем этого нового вида журналистики была газета «Напредак» («Прогресс»), выходившая во время мартовской революции в Сремских Карловцах и Земуне. Его издателем и главным редактором был Данило Медакович, сотрудничавший с несколькими европейскими газетами. По словам Йована Скерлича, первого историка сербской прессы, «Напредак» («Прогресс») была «решительно национальной газетой», которая иногда поддерживала прогрессивные европейские идеи.
Данило Медакович был первым журналистом в Воеводине, о котором можно было бы сказать, что ему удалось добиться определённого материального успеха. Во время мартовской революции он начал выпускать в Сремских Карловцах газету «Напредак», которая сразу же завоевала популярность в народе. Она доносила новости, очевидно интересные широким массам. «Напредак» был поддержан пером и интеллектуальной силой Данило Медаковича и Джордже Поповича-Даничара . Концепция газеты не была твердой, редакторская линия часто колебалась и разделяла судьбу различных взглядов её редакторов, которые при редактировании газеты и определении её направления следовали самыми разными путями, впрочем, не обязательно в ущерб качеству материала. Литературный, информативный и интересный для широкой публики выходящий раз в две недели журнал «Жузна Пцела», издаваемый и редактируемый Милорадом Медаковичем, братом Данило, заполнил пустоту, оставленную недолговечной «Воеводянкой» в Земуне в 1851 году. В нём писали обо всех вопросах, представляющих интерес для сербов, начиная с внутренних политических дел в Сербии и Черногории, социального и политического положения христиан в Турции, особенно в Боснии, и заканчивая сербско-венгерскими отношениями. В нём осуждались действия венгерских эмигрантов 1848 года. Милорад Медакович, близко знавший Петра II Петровича-Негоша в течение последних нескольких лет его правления, написал биографию знаменитого поэта под названием «P.P. Njegoš, posljednji vladajuci vladika crnokorski», изданную в Нови-Саде в 1882 году).
Данило Медакович поддерживал политику Стефана Стратимировича, и его газета «Напредак» пришла к выводу, что, как «в Австрии никогда не было свободы», так что и теперь «её никогда не будет», потому что Австрия и свобода это «вечные враги». Сей поворотный момент наступил после революции 1848 года, когда австрийское правительство отказалось от своих обещаний и начало подавлять все сербские представительские институты в империи.
Медакович был среди многих последователей реформ Вука Караджича. Он поддержал принцип Караджича, согласно которому родной язык является самым драгоценным достоянием народа и проявлением его достоинства.
Его сын Богдан Медакович был сербским юристом и представителем в хорватском Саборе в Австро-Венгрии, а внук Деян Медакович ― писателем, историком и учёным.